# Никищан
Никищан или Никишен, Никишян (на гръцки: Νικήσιανη, Никисяни) е село в Егейска Македония, Гърция, дем Кушница, област Източна Македония и Тракия.

## География
Селото е разположено на 340 m в северните склонове на планината Кушница (Пангео). Отдалечено е от Правища (Елевтеруполи) на 10 километра в северозападна посока. Северно от селото е разположен мъжкият манастир „Свети Йоан Предтеча“, а северозападно женският „Свети Димитър“. Над селото е запазен каменният Ливадски мост. Запазен е и централният каменен мост на селото. Камемен мост е имало и по пътя за Сяр в местността Портес, който обаче е разрушен през 50-те години на XX век от иманяри.

## История

### Етимология
Според Йордан Н. Иванов името е жителско име от *Никиш, *Никиша, прилагателно от личното име *Никишь с jь, тоест Никишов-, развито от Нико < Никола и -иш, както Стани-иш, Радиш и подобни. Формите със с вместо ш са на гръцка почва.
Според академик Иван Дуриданов името е жителско име със суфикс -'ane от * Nikitjane произхожда от личното име Никита.
Според Йордан Заимов името идва от оброк на Свети Никита Серски.
Според Станислав Роспонд името е първоначален патроним Никиште, Никишта с вторично -ani, -ane, което според Дуриданов е малко вероятно.

### В Османската империя
На базата на личните имена в поменик в Кушнишкия манастир, в който са записани и жители на Никишани от началото на XVIII век, Стою Шишков и Йордан Попгеоргиев смятат, че по това време селото все още е българско. Срещат се имена като Стоянку, Пейкинас, Мирчу, Иовани, Великус.
В края на XIX век Никищан е село в Правищка каза на Османската империя.
Александър Синве ("Les Grecs de l’Empire Ottoman. Etude Statistique et Ethnographique"), който се основава на гръцки данни, в 1878 година пише, че в Никисани (Nikisani) живеят 780 гърци.
В 1889 година Стефан Веркович („Топографическо-этнографическій очеркъ Македоніи“) пише за Никищан:
| „ | Никишен, село със смесено население; 1 църква, 1 училище и 1 джамия. Това село е разположено на склона на планината Палат (древният Пангей), близо до Кошиницкия манастир „Света Богородица“, срещу развалините на древния град Филипи. Жителите християни са гърци, а мохамеданите - турци юруци. От града е на 2 часа разстояние. | “ |

Към 1900 година според статистиката на Васил Кънчов („Македония. Етнография и статистика“) в Никишянъ (Никша) живеят 860 гърци.
По данни на секретаря на Българската екзархия Димитър Мишев („La Macédoine et sa Population Chrétienne“) в 1905 година в Никишянъ (Никша) (Nikichian Nikcha) има 860 гърци.

### В Гърция
В 1913 година селото попада в Гърция след Междусъюзническата война. В 20-те години в селото са заселени 132 гърци бежанци. Българска статистика от 1941 година показва 3180 жители.
Основно производство на жителите е тютюнът.
| Име      | Име       | Ново име   | Ново име  | Описание                              |
| -------- | --------- | ---------- | --------- | ------------------------------------- |
| Хаяти    | Χαγιάτη   | Археа      | Αρχαία    | местност С от Никищан                 |
| Вотка    | Βότκα     | Вурла      | Βούρλα    | местност СЗ от Никищан                |
| Кирия    | Κύργια    | Ксиротопос | Ξηρότοπος | местност С от Никищан                 |
| Кел тепе | Κὲλ Τεπὲ  | Ксефотон   | Ξέφωτον   | връх в Кушница (1025 m), З от Никищан |
| Санърия  | Σινάρια   | Зонес      | Ζώνες     | връх в Кушница, СЗ от Никищан         |
| Бачико   | Μπατσικὸν | Алсилион   | Αλσύλλιον | връх в Кушница, ЮЗ от Никищан         |
| Куклас   | Κουκλᾶς   | Калитеа    | Καλλιθέα  |                                       |

| Година    | 1913 | 1920 | 1928 | 1940 | 1951 | 1961 | 1971 | 1981 | 1991 | 2001 | 2011 | 2021 |
| --------- | ---- | ---- | ---- | ---- | ---- | ---- | ---- | ---- | ---- | ---- | ---- | ---- |
| Население | 1777 | 1632 | 2331 | 3257 | 3446 | 3192 | 2373 | 2460 | 2140 | 2451 | 2236 | 1701 |

## Личности
Родени в Никищан
- Епифаний Милопотамски (1956 - 2020), светогорски монах, кулинар